# Rabbit
Un rabbit (anche wabbit), nella sicurezza informatica, indica un tipo di malware che attacca le risorse del sistema duplicando in continuazione la propria immagine su disco, o attivando nuovi processi a partire dal proprio eseguibile, in modo da consumare tutte le risorse disponibili sul sistema in pochissimo tempo. Entrambi i nomi si riferiscono proprio alla prolificità di questo "infestante" (rabbit è l'inglese per coniglio). Si distinguono dai virus in quanto non "infettano" i file.
L'origine probabile del termine è la pronuncia da parte del personaggio dei cartoni animati Elmer Fudd (Taddeo), dell'universo di Bugs Bunny, della parola "rabbit", in inglese: coniglio. Tale personaggio è un cacciatore che viene ridicolizzato, tra l'altro, per la sua incapacità a pronunciare le "r": "rabbit" diventa "wabbit"; inoltre i conigli, come Bugs Bunny, possono riprodursi a gran velocità. Oltre ad autoriprodursi velocemente, i rabbit possono avere altri effetti malevoli. Un esempio di rabbit è la fork bomb, dal nome del comando Unix sfruttato, ovvero fork.